# Sainte-Foy–Sillery
Pour les articles homonymes, voir Sainte-Foy.
Sainte-Foy–Sillery est un ancien arrondissement de Québec, fusionné le 1er novembre 2009 dans le nouvel arrondissement de Sainte-Foy–Sillery–Cap-Rouge.

## Histoire
L'arrondissement a été créé à Québec en 2002 à la suite des réorganisations municipales québécoises. L'ancienne ville de Sillery et la majeure partie de l'ancienne ville de Sainte-Foy composaient cet arrondissement. Le reste du territoire de Sainte-Foy était inclus dans l'arrondissement Laurentien.
Le 1er novembre 2009, l’arrondissement Laurentien a été scindé en deux : la partie sud de son territoire (secteurs Cap-Rouge, Champigny et Chauveau) a été rattachée à l’arrondissement de Sainte-Foy–Sillery, renommé alors Sainte-Foy–Sillery–Cap-Rouge.
Sillery est occupé par les jésuites de la Compagnie de Jésus sur le Domaine MontMartre près du cimetière Mount Hermon à la hauteur de l'église Saint-Michel.
Le territoire a déjà été revendiqué par le Chef de Wendake, Max Gros Louis, après la découverte d'un vieux documents prouvant ces dires, sous l'ère Charest ...